# Eznis Airways
Eznis Airways LLC (en mongol: Изинис Эйрвэйз ХХК) es una aerolínea regular y chárter con base en Ulán Bator, Mongolia. Es una aerolínea doméstica y tiene autorización para operar a China, Rusia y Kazajistán. Tiene su base de operaciones principal ubicada en el Aeropuerto Internacional Gengis Kan.

## Historia

### Fundación y primeros años
En 2004, el holding mongol Newcom Group emprendió una investigación de viabilidad para iniciar nuevos servicios de transporte aéreo doméstico en Mongolia: en enero de 2006 fundó Eznis Airways, una subsidiaria con propiedad absoluta. Eznis recibió el Certificado de Operador Aéreo (AOC) n.º 11 de la Autoridad de Aviación Civil de Mongolia (MCAA), y Eznis lanzó su servicio inaugural el 6 de diciembre de 2006.
De 2005 a 2006, los pilotos de Eznis recibieron capacitación y calificación de tipo en el Centro de Capacitación Ansett en Australia, seguido de una capacitación en línea supervisada por excapitanes de Japan Air Commuter. Qantas proporcionó capacitación de emergencia para la tripulación de cabina, mientras que Saab Aircraft AB proporcionó capacitación de calificación de tipo de mantenimiento para el personal de mantenimiento. La tripulación asistió a la capacitación CRM de Boeing y capacitación sobre mercancías peligrosas de IATA. General Electric y Hamilton proporcionaron capacitación en mantenimiento de línea de motores y hélices para los técnicos de Eznis. Eznis tiene cobertura de seguro completa en sus aeronaves, repuestos y responsabilidades proporcionadas por AON en Londres. Eznis emplea aproximadamente a 200 personas.
En julio de 2008, Eznis Airways lanzó el sistema de reserva por computadora Radixx: la aerolínea tiene la intención de introducir la reserva por Internet para operadores turísticos, agencias de viajes y público en general. Eznis Airways ha ganado una posición dominante en el mercado de viajes aéreos nacionales de Mongolia y en 2008 había transportado a su pasajero número 100.000.  La aerolínea comenzó sus primeros servicios regulares internacionales a Hailar, China, en agosto de 2009. En marzo de 2010, Eznis Airways comenzó a operar vuelos a Hailar a través de Choybalsan en la provincia de Dornod de Mongolia. Lanzado en junio de 2010, Ulán-Udé (Rusia) fue el segundo destino internacional programado de Eznis.

### Desaparición y reinicio
Eznis Airways LLC cesó todas sus operaciones el 22 de mayo de 2014 debido a las dificultades financieras y la situación actual de la industria aérea después de que las medidas de reestructuración fracasaran durante los últimos dos años. Eznis Airways, bajo un nuevo grupo de propietarios, volverá a lanzar servicios en 2019, operando Boeing 737 en rutas internacionales. Ya se ha adquirido un Boeing 737-700 en espera del lanzamiento de la aerolínea. Eznis Airways fue relanzada en el segundo trimestre de 2019.
A partir de junio de 2024, la aerolínea opera vuelos estacionales programados en una única ruta entre su base de operaciones en Ulán Bator y Praga. El 6 de octubre de 2024 devolvió al arrendador un Airbus A330-200 y el 26 de noviembre, un Boeing 737-700.

## Destinos

### Destinos actuales
| Países          | Destinos   | Aeropuertos                               |
| --------------- | ---------- | ----------------------------------------- |
| Mongolia        | Ulán Bator | Aeropuerto Internacional Gengis Kan (HUB) |
| República Checa | Praga      | Aeropuerto de Praga                       |

### Antiguos destinos
| Países     | Destinos               | Aeropuertos                                   | Notas   |
| ---------- | ---------------------- | --------------------------------------------- | ------- |
| China      | Hailar                 | Aeropuerto de Hailar Dongshan                 |         |
| China      | Hohhot                 | Aeropuerto Internacional de Hohhot Baita      |         |
| Kazajistán | Almaty                 | Aeropuerto Internacional de Almatý            |         |
| Kazajistán | Astaná                 | Aeropuerto Internacional Nursultán Nazarbáyev | Chárter |
| Kazajistán | Öskemen                | Aeropuerto de Öskemen                         | Chárter |
| Mongolia   | Altái                  | Aeropuerto de Altái                           |         |
| Mongolia   | Arvaikheer             | Aeropuerto de Arvaikheer                      | Chárter |
| Mongolia   | Baruun-Urt             | Aeropuerto de Baruun-Urt                      |         |
| Mongolia   | Bayanhongor            | Aeropuerto de Bayanhongor                     |         |
| Mongolia   | Bulgan                 | Aeropuerto de Bulgan                          | Chárter |
| Mongolia   | Choybalsan             | Aeropuerto de Choybalsan                      |         |
| Mongolia   | Dalanzadgad            | Aeropuerto de Dalanzadgad                     |         |
| Mongolia   | Dzabkhan               | Aeropuerto Tosontsengel                       | Chárter |
| Mongolia   | Hovd                   | Aeropuerto de Hovd                            |         |
| Mongolia   | Khanbogd               | Aeropuerto Khanbumbat                         |         |
| Mongolia   | Khatgal                | Aeropuerto de Khatgal                         | Chárter |
| Mongolia   | Mandalgobi             | Aeropuerto de Mandalgobi                      | Chárter |
| Mongolia   | Mina de Nariin Sukhait | Aeropuerto de Ovoot                           |         |
| Mongolia   | Mörön                  | Aeropuerto de Mörön                           |         |
| Mongolia   | Ölgiy                  | Aeropuerto de Ölgiy                           |         |
| Mongolia   | Ulaangom               | Aeropuerto de Ulaangom                        |         |
| Mongolia   | Uliastay               | Aeropuerto Donoi                              |         |
| Rusia      | Chitá                  | Aeropuerto de Chitá-Kadala                    | Chárter |
| Rusia      | Irkutsk                | Aeropuerto Internacional de Irkutsk           | Chárter |
| Rusia      | Ulán-Udé               | Aeropuerto Internacional Baikal               |         |

## Flota

### Flota actual
| Aeronaves      | En servicio | Pedidos | Pasajeros (clase única)                            | Matrículas                                         | Antigüedad                                         | Notas                                              |
| -------------- | ----------- | ------- | -------------------------------------------------- | -------------------------------------------------- | -------------------------------------------------- | -------------------------------------------------- |
| Boeing 737-700 | 1           | —       | 142                                                | EI-GVW                                             | 13,7 años                                          | Arrendado a la aerolínea nigeriana Air Peace       |
| Total          | 1           | —       | Edad media de la flota (enero de 2025): 13,7 años. | Edad media de la flota (enero de 2025): 13,7 años. | Edad media de la flota (enero de 2025): 13,7 años. | Edad media de la flota (enero de 2025): 13,7 años. |

### Flota histórica
| Aeronaves                      | Total | Introducido | Retirado | Matrículas                          |
| ------------------------------ | ----- | ----------- | -------- | ----------------------------------- |
| Airbus A330-202                | 1     | 2023        | 2024     | JU-1332                             |
| British Aerospace 146-200      | 2     | 2011        | 2013     | JU-9909 y JU-9915                   |
| Boeing 737-700                 | 2     | 2012        | 2024     | EI-ULN y JU-9921                    |
| De Havilland Canada Dash 8-400 | 2     | 2012        | 2014     | JU-9917 y JU-9919                   |
| Saab 340B                      | 4     | 2006        | 2014     | JU-9901, JU-9903, JU-9905 y JU-9907 |